# حاجی جلیل
حاجی جلیل، روستایی از توابع بخش دوآب صمصامی از توابع شهرستان کوهرنگ در استان چهارمحال و بختیاری است.

## جمعیت
این روستا در دهستان شهریاری قرار دارد و براساس سرشماری مرکز آمار ایران در سال ۱۳۸۵، جمعیت آن ۶۸ نفر (۱۶خانوار) بوده‌است.